# Phone-ix

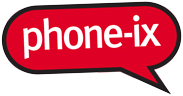
Logotipo da Phone-ix

A Phone-ix (lê-se "fónix) foi uma operadora virtual de comunicações móveis de Portugal, iniciativa dos CTT - Correios de Portugal, que operava sobre a rede GSM do MEO. 
Surgiu em 30 de Novembro de 2007. 
Os números de telefone da Phone-ix começavam pelo prefixo 922, ou algum outro, desde que através da portabilidade de número.
Distinguia-se de outros operadores por oferecer um tarifário com período inicial de 30 segundos (30+30+10), taxado a 0,05€ dentro da mesma rede e 0,10€ fora desta. 
Estava disponível um tarifário mais favorável para outras redes (0,075€), que era aplicado automaticamente por um período de 30 dias quando o utilizador fazia um carregamento igual ou superior a 10€.
Em Dezembro de 2018, os CTT decidiram fechar a actividade da Phone-ix, que deixou de existir a partir do dia 1 de Janeiro de 2019.